# Navidad, fondeadero
Navidad, fondeadero är en vik i Antarktis. Den ligger i Västantarktis. Argentina, Chile och Storbritannien gör anspråk på området.